# Panne flamande
Pour les articles homonymes, voir Panne.

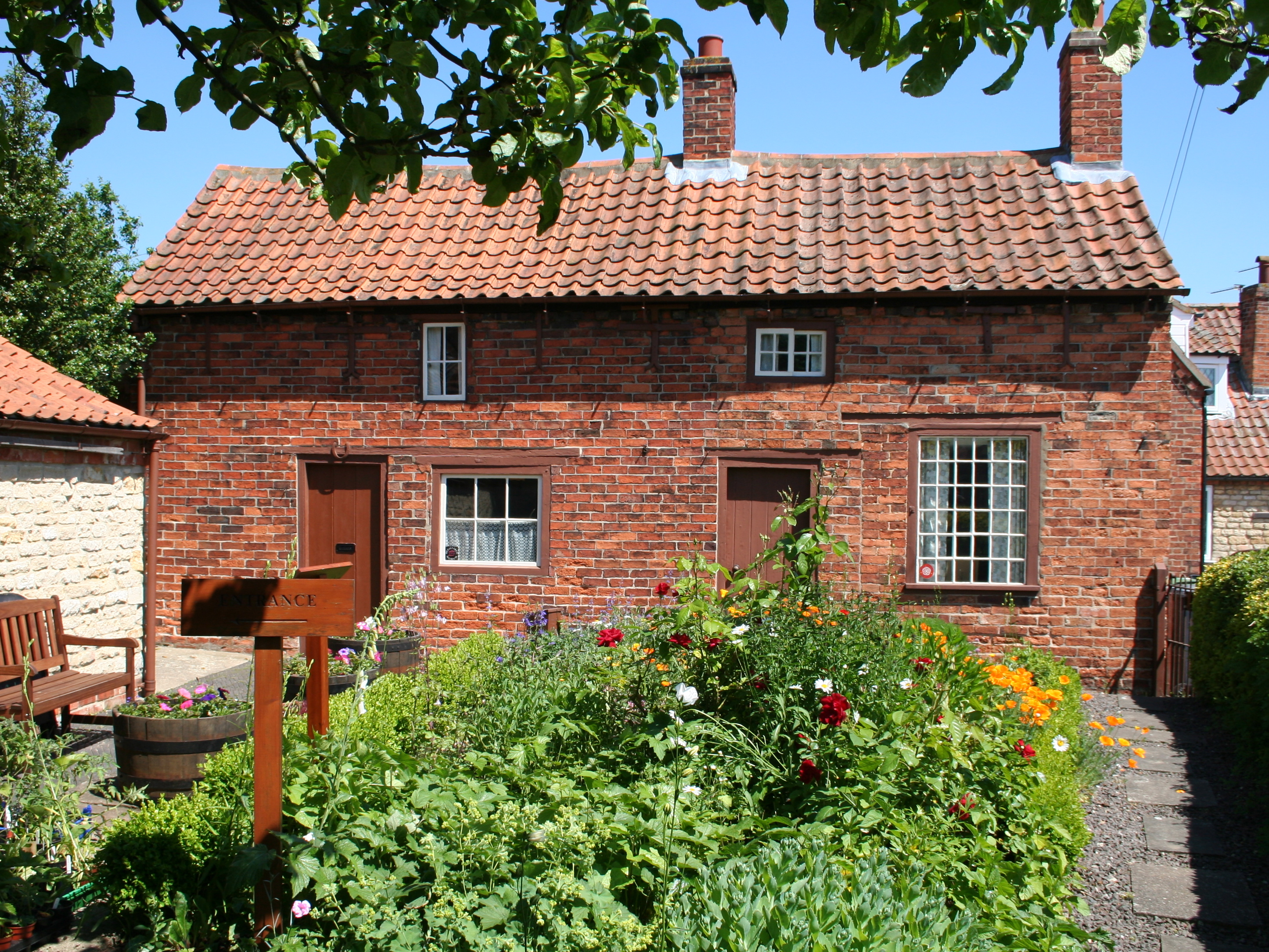
Mrs Smith's Cottage couvert de pannes, dans le Lincolnshire.

La panne flamande est une tuile traditionnelle dans les pays allant de la Flandre à la Baltique. Sa section transversale est en S et son côté convexe (bourrelet, le plus souvent à droite) recouvre la rive du côté concave (relevé) de sa voisine. Elle résume ainsi en une pièce la tegula et l'imbrex des couvertures romaines. Sa sous-face est munie en tête d'un relief (talon, tenon ou ergot) qui la retient au lattis. C'est, dans sa forme la plus classique, une tuile de grand moule dont il faut environ quinze unités pour couvrir un mètre carré. Elle est apparue au XVe siècle pour couvrir des toits de pente moyenne ou forte dans les régions pluvieuses de la mer du Nord et son usage perdure au XXIe siècle dans une aire très élargie.

## Historique

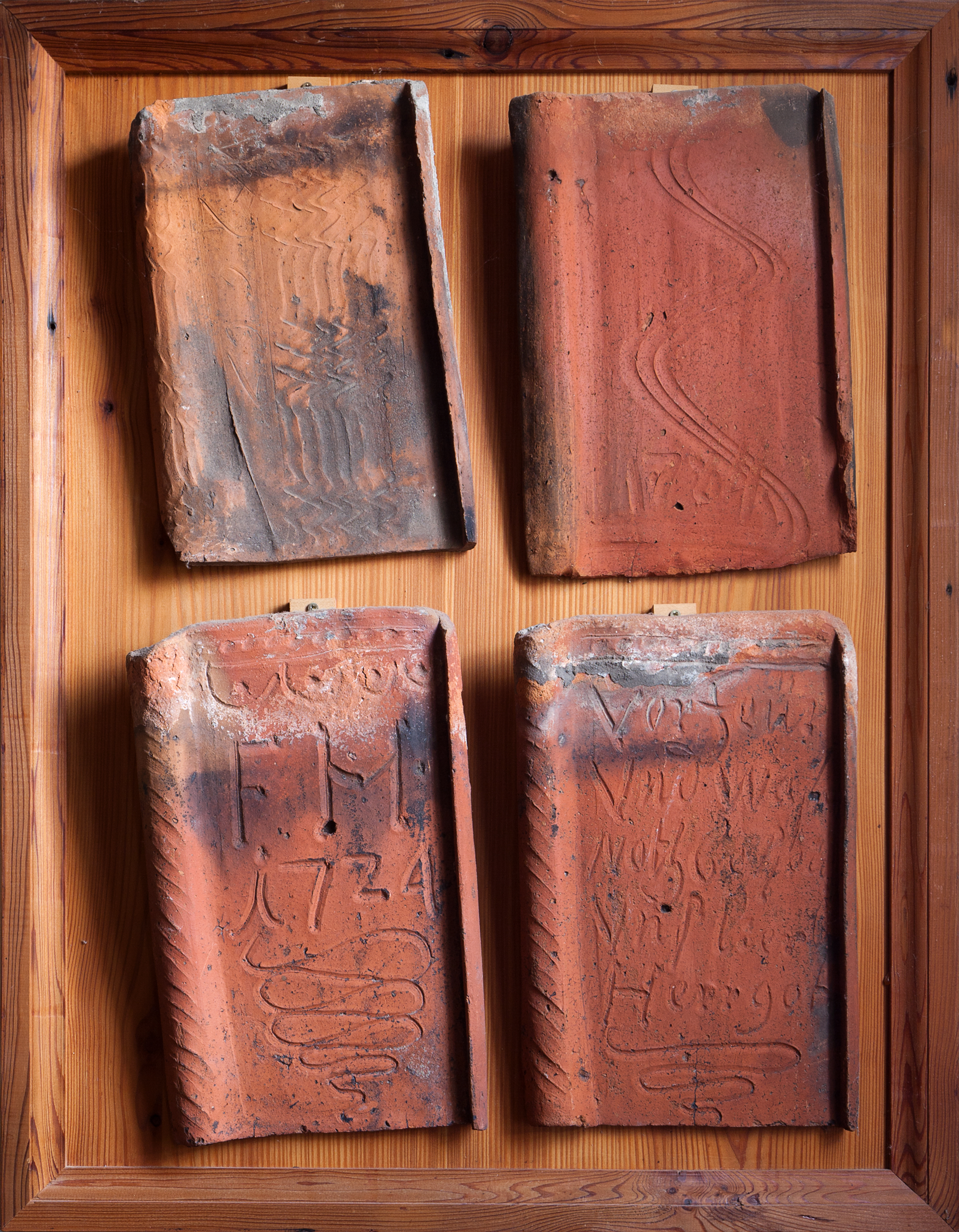
Vieilles pannes couvrantes à gauche de type artésien déposées du Gut Marienhof en Hesse, et ornées par impression en relief.

Au XIe siècle, les toits de Flandre, comme ceux de toutes les plaines d'Europe non méditerranéenne, sont couverts majoritairement de chaume ou de matériaux végétaux disponibles localement (roseaux, genêts ou autres). La tuile plate apparait d'abord sur les monuments sous l'influence bourguignonne. Matériau durable, incombustible mais onéreux, elle se diffuse très lentement des constructions monastiques et seigneuriales aux hôtels bourgeois. Au XVe siècle, le pays tombe sous la domination espagnole et la tuile ondule comme pour lier en un seul élément le courant et le couvert de la tuile canal commune en Espagne. L'extension de son usage à l'habitat rural ne commence guère qu'au XVIIIe siècle avec l'utilisation du charbon de terre dans des tuileries industrielles et l'amélioration du réseau de transport fluvial des produits pondéreux,.
En 1840, les frères Joseph et Xavier Gilardoni inventent la tuile à emboitement dont ils déposent le brevet le 25 mars 1841. C'est le modèle « n° 1 », une tuile losangée de grand moule inspirée de la panne pour les recouvrements latéraux qui permettent une couverture plus légère que la tuile plate et plus économique en bois, et pour la fixation par tenon qui autorise la pose sur des pentes fortes au contraire de la tuile canal ; elle en diffère essentiellement par les reliefs d'emboitement et par le mode de pose à joints croisés qui améliorent l'étanchéité.
À l'expiration du brevet, dix ans plus tard, plusieurs tuileries du Nord de la France adaptent le principe d'emboitement à des modèles régionaux imitant la panne artésienne dite aussi panne du Nord, panne picarde ou localement panne de pays, laquelle est une variante de la panne flamande, de petit moule (environ vingt et une au mètre carré), à fond plat et relevé angulaire. Le modèle « monopole » de Wardrecques a un grand succès depuis la fin du XIXe siècle. L'aire de son usage, initialement jusqu'à la Somme, s'étend progressivement jusqu'à l'Aisne. Il est encore fabriqué en 2015. En Belgique, aux Pays-Bas, au Nord de l'Allemagne, à l'Est de l'Angleterre, en Écosse et sur tout le littoral de la mer du Nord et de la Baltique, on pose dans le même temps des pannes à emboitement simple ou double de grand moule.

## Typologie

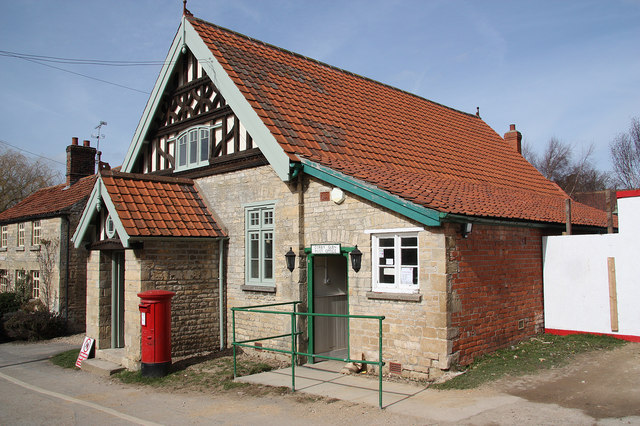
Pannes à emboitement de type artésien à Corby Glen dans le Lincolnshire.

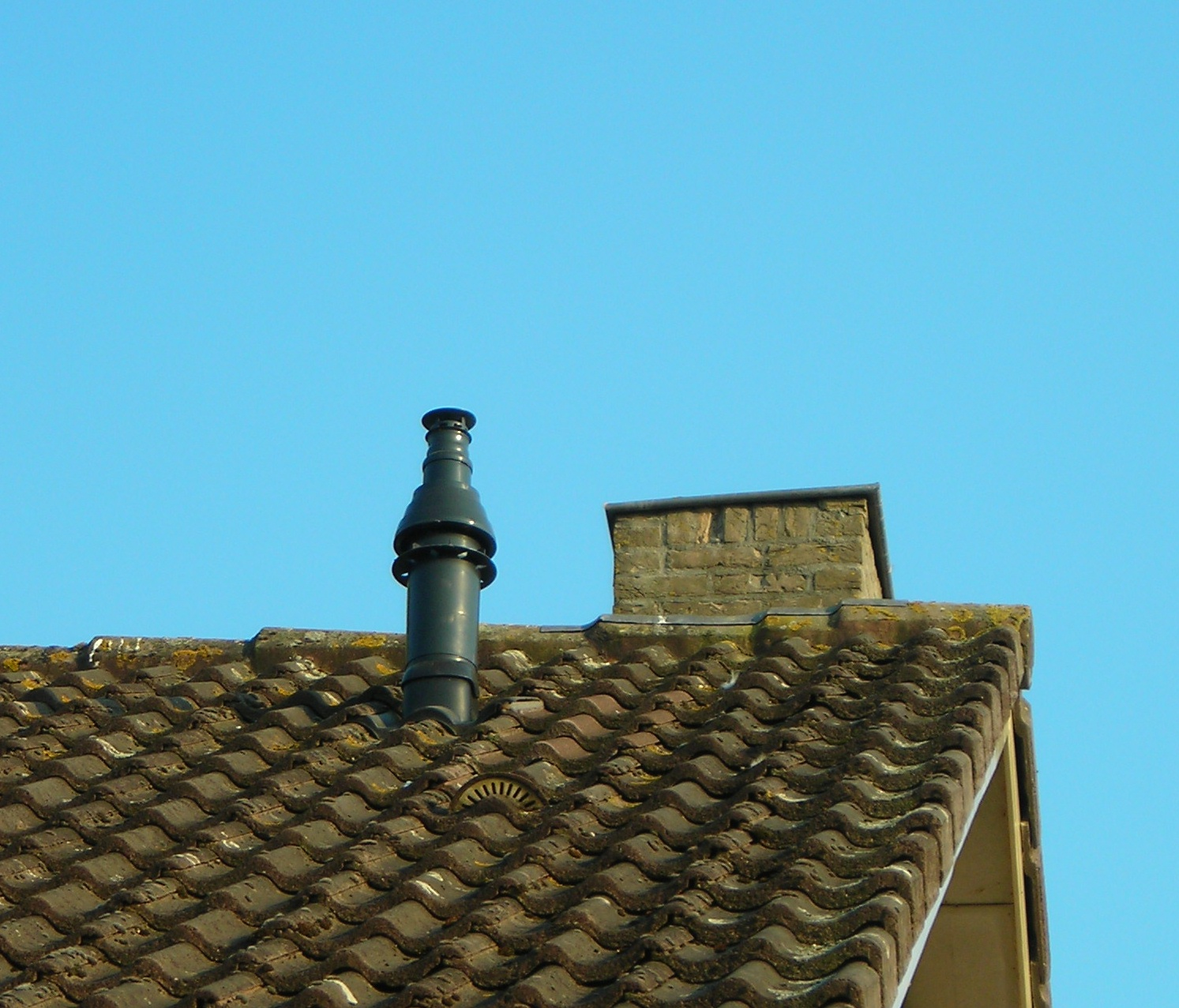
Doubles pannes en béton.

Jusqu'à la révolution industrielle, la fabrication des tuiles est une activité artisanale souvent occasionnelle et saisonnière, les types sont peu fixés. La panne flamande est fabriquée « droitière » ou « gauchère » selon que son bourrelet est à droite ou à gauche et que, par conséquent, on la pose de droite à gauche ou au contraire. Dans certaines régions exposées à des vents violents, on prend l'habitude de faire usage des pannes couvrantes à droite sur les versants sud et des pannes couvrantes à gauche sur les versants nord pour éviter que, le bourrelet donnant prise à la bourrasque, elles ne soient soulevées par la tempête qui vient de l'Ouest.
Pour les bâtiments les plus prestigieux on vernisse certains lots par les mêmes procédés coutumiers en Île-de-France, en Champagne, en Bourgogne et en Alsace. Les glaçures au plomb chargées de manganèse sur un tesson rouge sans engobe, sont le plus souvent brunes ou noir violacé ; elles préservent de la prolifération des végétations inopportunes et des atteintes du gel.
Ce n'est qu'au début du XIXe siècle qu'un type artésien se différencie. Il est plus petit ; sa concavité se change en un fond plat garni sur la rive d'un relevé angulaire et sa convexité qu'on appelle le cornet, devient hémi-tronconique.
L'application de l'emboitement aux pannes depuis les années mil huit cent cinquante nécessite une modification des procédés de fabrication et l'emploi de presses mécaniques. Le modèle « monopole » des Tuileries mécaniques de Wardrecques (reprises en 1962 par le Comptoir tuilier du Nord), un modèle de type artésien à fond plat et de petit moule, est imité par de nombreux tuiliers avec des variantes dites « tempête » à double emboitement et double recouvrement qui sont adaptées aux sites très exposés et souvent pourvues de trous de clouage ou de pannetonnage. La Maison Royaux à Leforest, devenue Tuileries de Leforest puis reprise aussi en 1962 par le Comptoir tuilier du Nord, produit, dans la première moitié du XXe siècle, un modèle à emboitement inspiré du type artésien mais qui se pose à joints croisés ; le pied du cornet est fermé et une besace, au milieu de la base, recouvre la tête du cornet du rang inférieur. Les pannes flamandes de moule intermédiaire et sans emboitement (modèle Koramic 451) sont encore fabriquées au XXIe siècle par la société belge Koramic qui produit aussi plusieurs modèles à emboitement de type artésien et de type flamand. La société française Imerys qui a repris les installations de Gilardoni, d'Huguenot-Fénal, du Comptoir tuilier du Nord et d'autres tuiliers historiques propose aussi dans son catalogue plusieurs modèles de pannes à emboitement artésiennes et flamandes. Elle met au point un modèle de très grand moule (dix au mètre carré) en double-panne qui simule deux pannes côte à côte.
Dans la seconde moitié du XXe siècle, les fabricants de tuiles de béton (Redland, Marley-Bétopan) produisent des modèles double-panne de très grand moule. Ils peuvent être posés à joints croisés ou à joints consécutifs. Leur recouvrement longitudinal n'est point pourvu de reliefs d'emboitement ; leur pureau variable peut être adapté aux circonstances. On augmente le recouvrement dans les faibles pentes et on l'ajuste à la longueur de rampant pour éviter les coupes.

De la Flandre à la Baltique
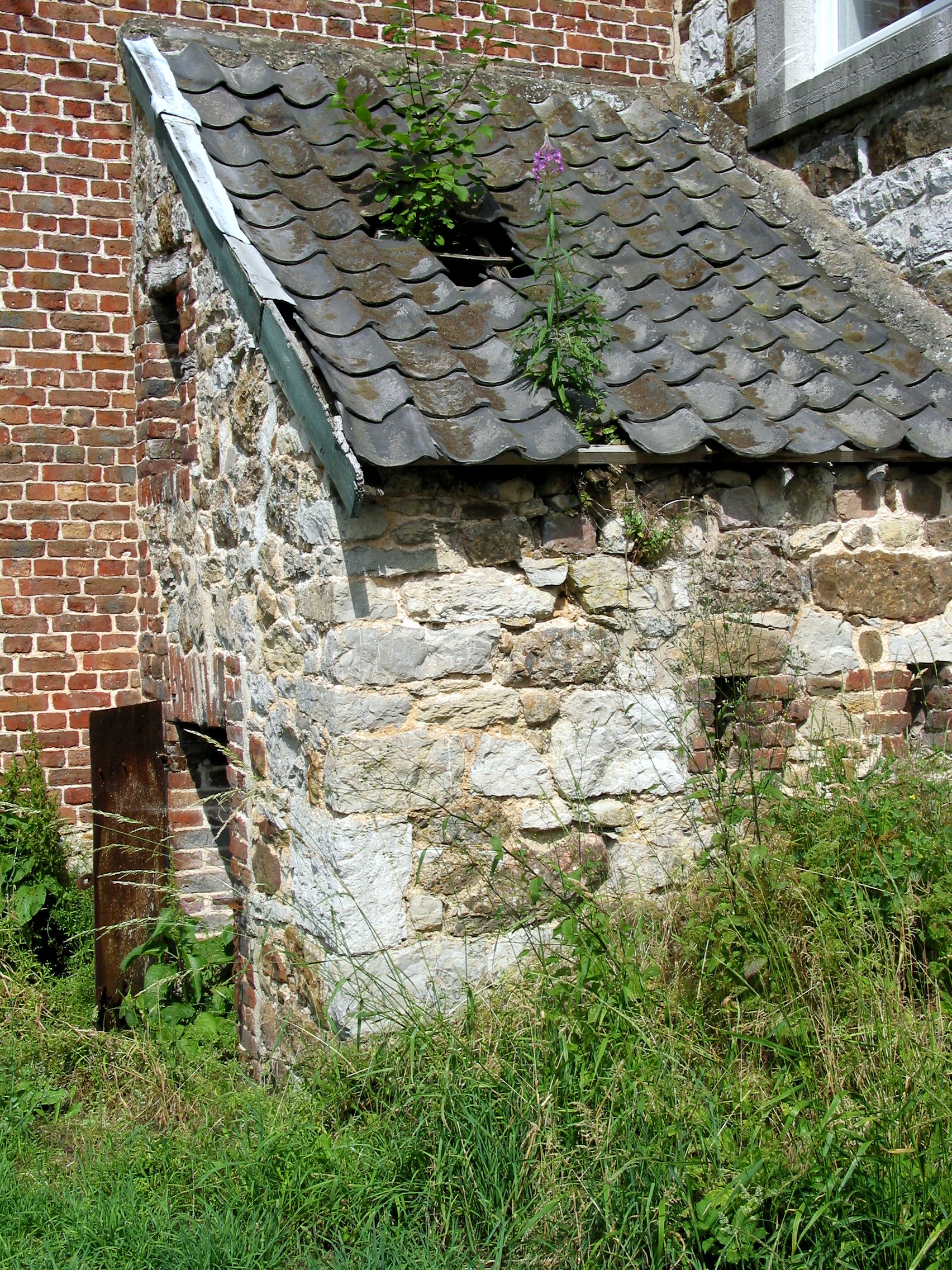
Type flamand à Wéris sur un appentis.
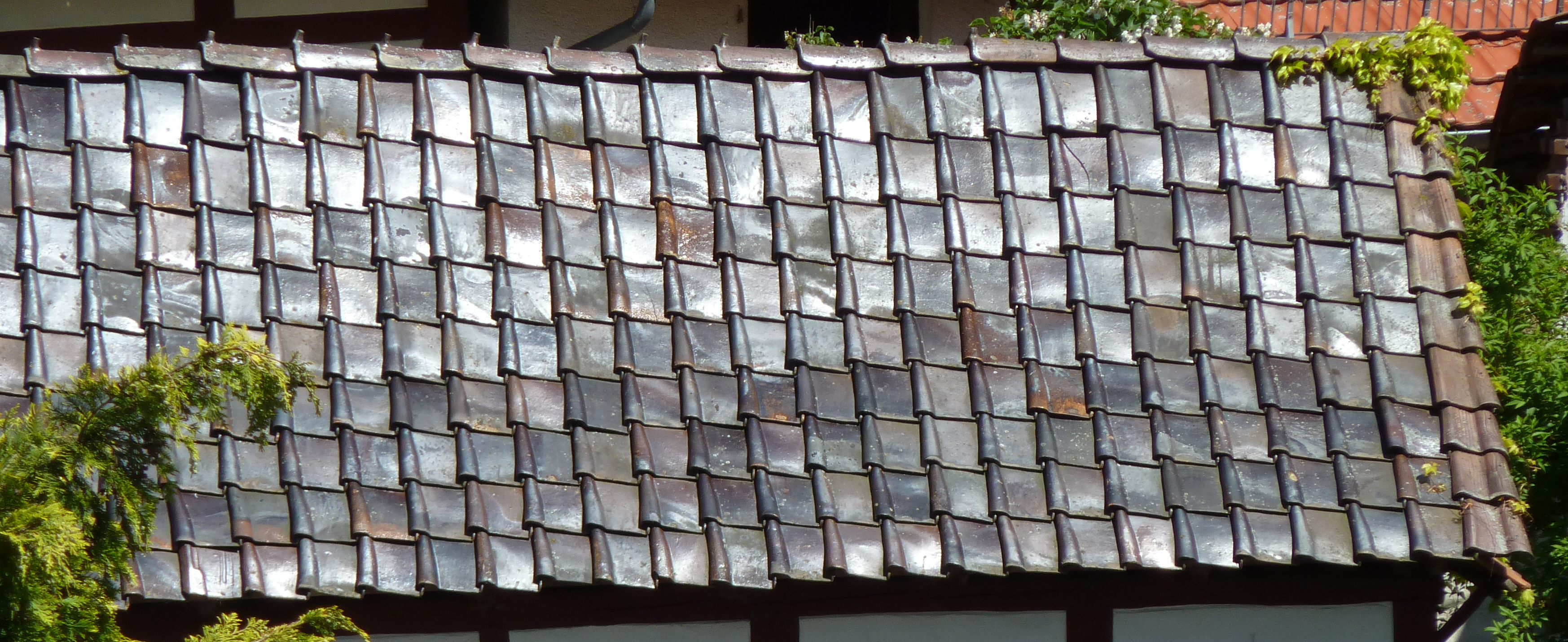
Type artésien vernissé recouvrant à gauche en Hesse.
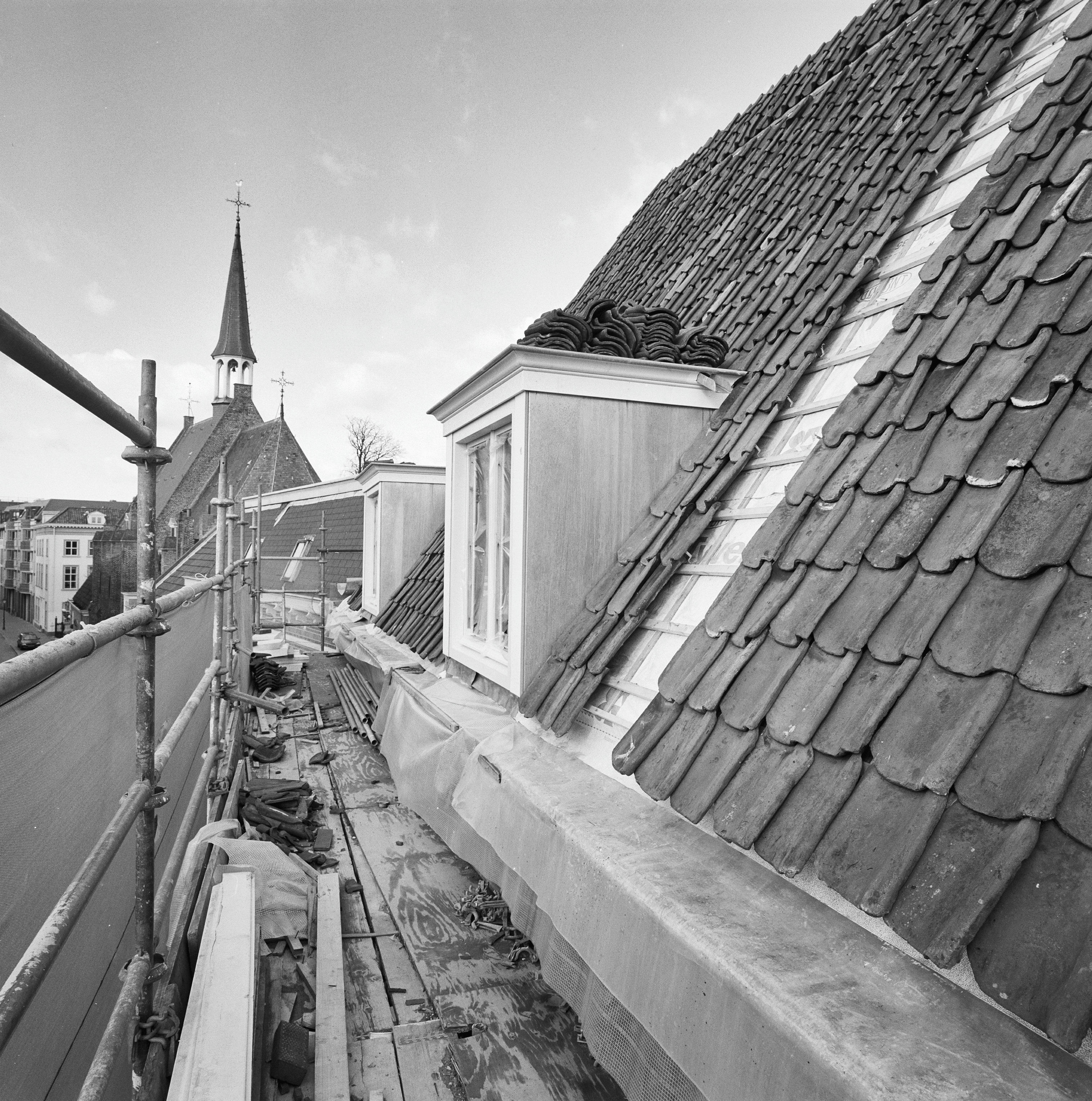
Type flamand sur un chantier de rénovation à Bréda.
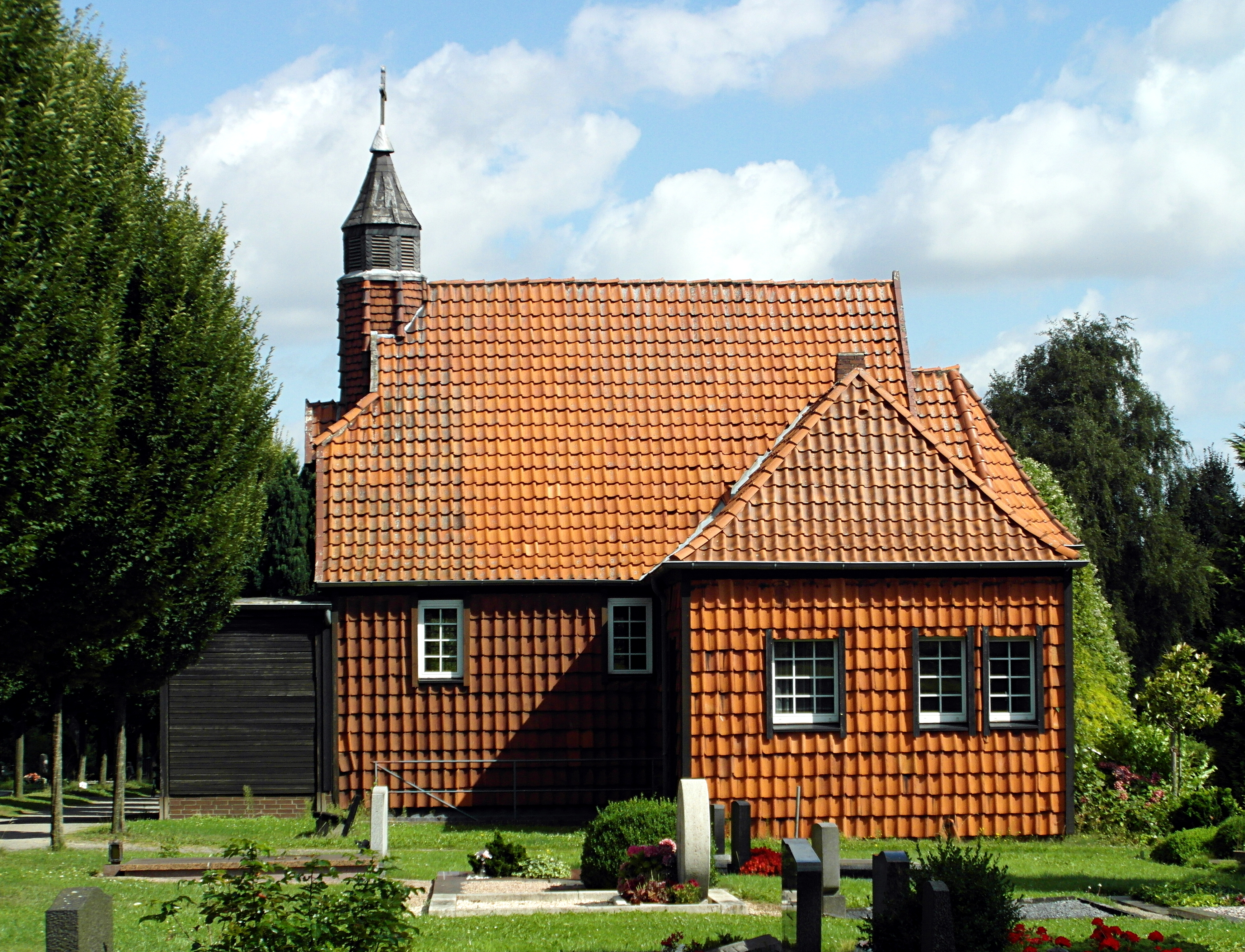
Chapelle couverte et bardée de pannes flamandes à Barsinghausen en Basse-Saxe.
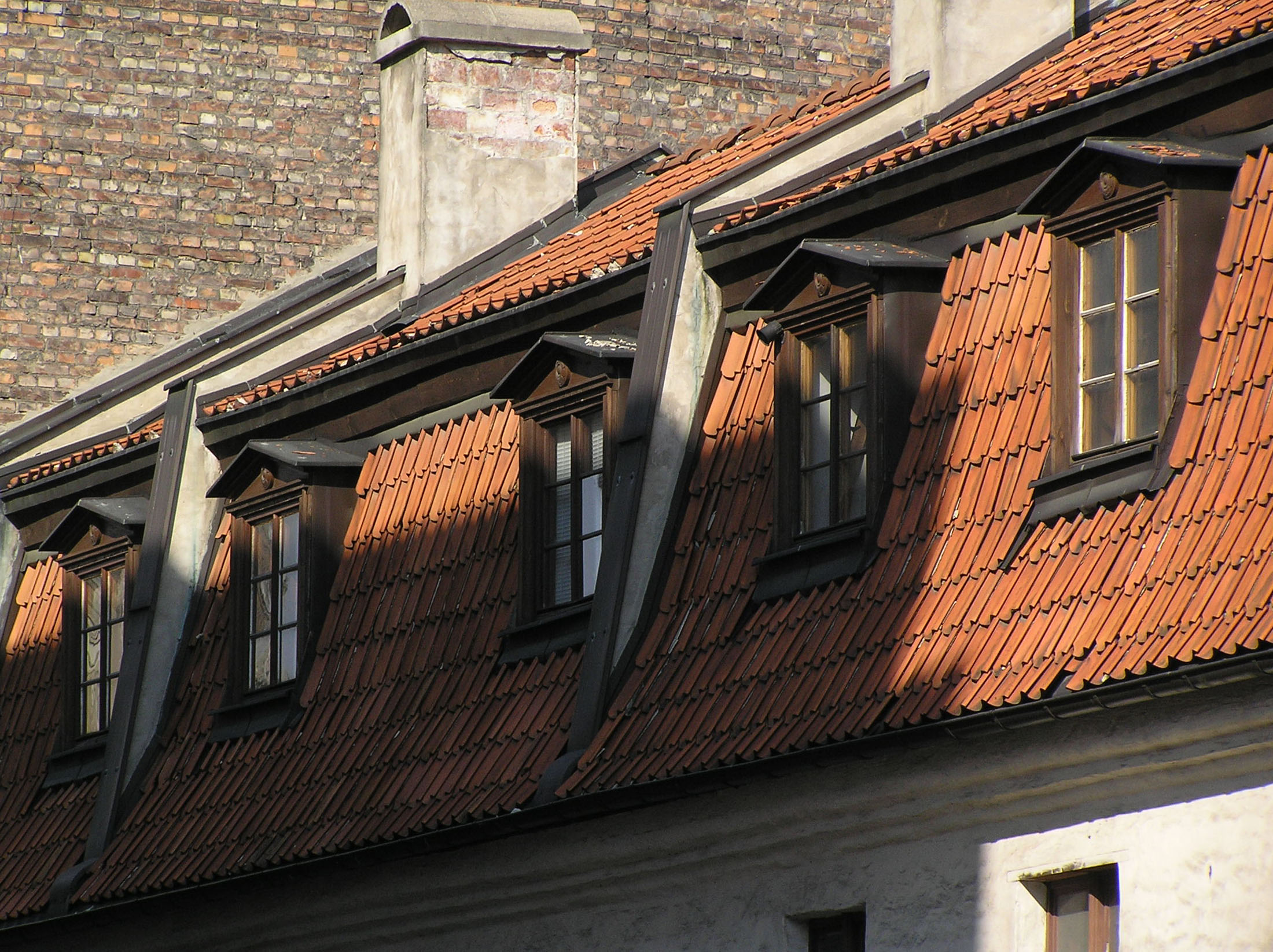
À Toruń (Pologne), pannes de format long clouées sur un brisis
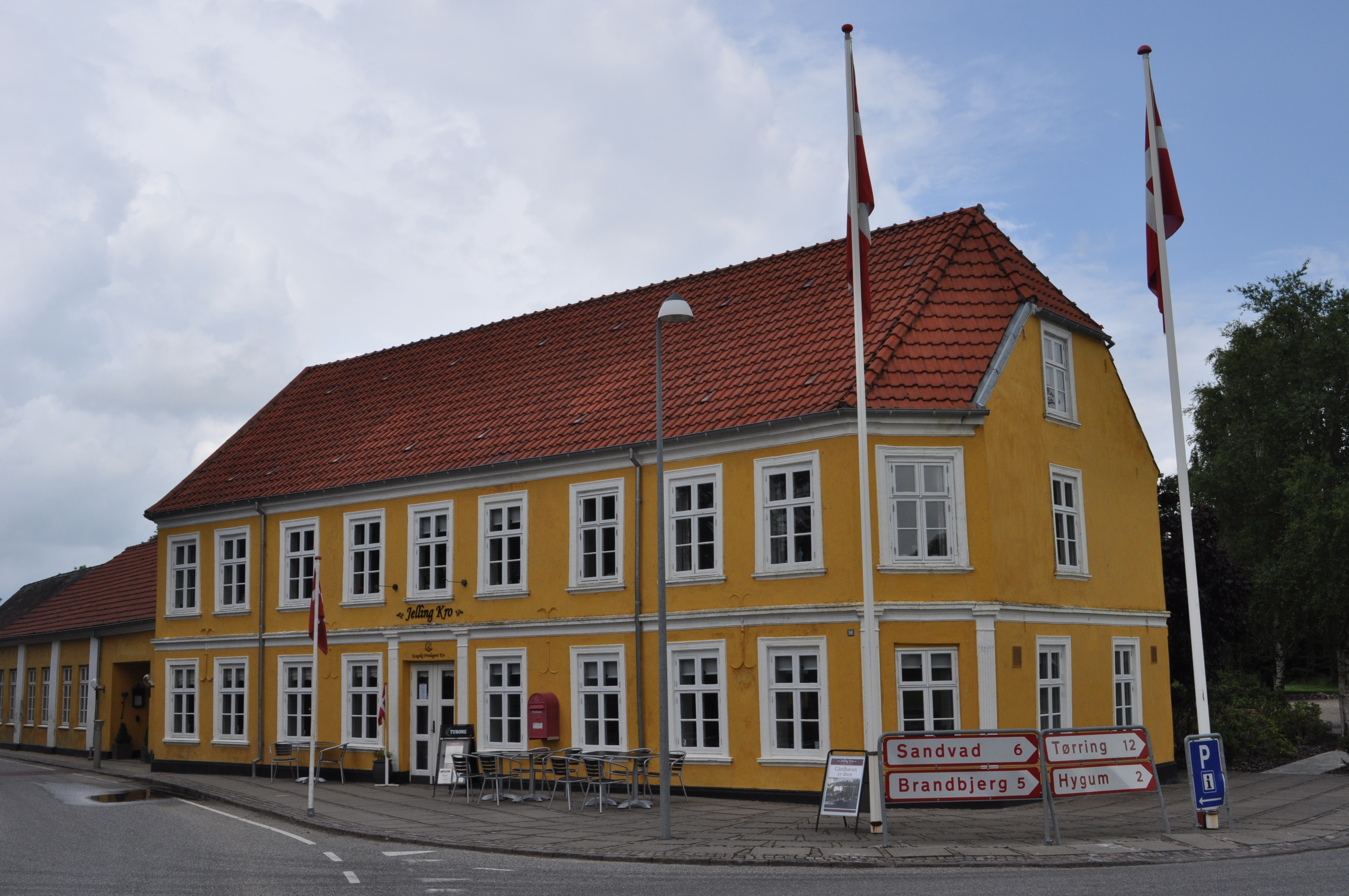
Type artésien à emboitement au Danemark.
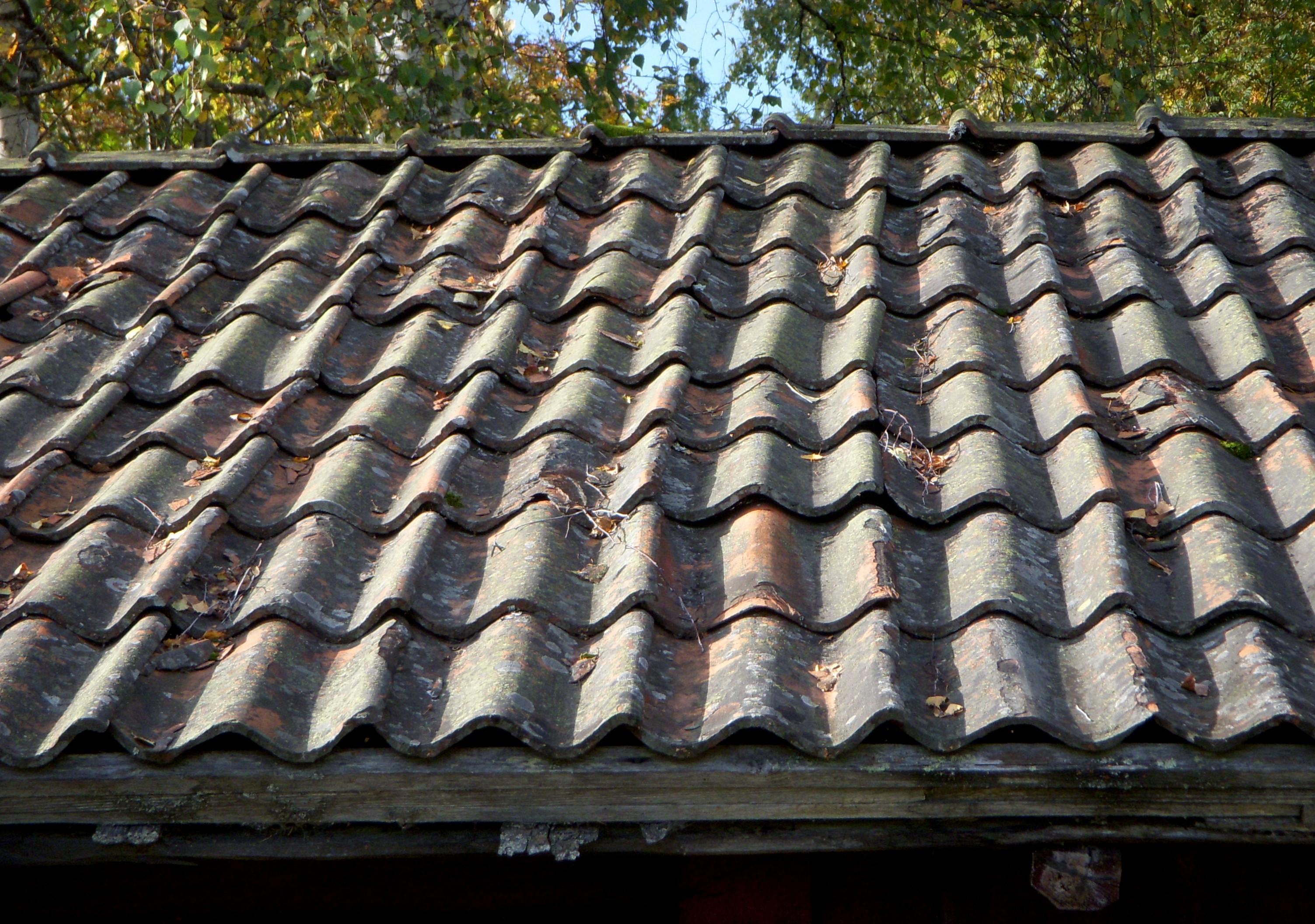
Doubles pannes d'allure flamande en Dalécarlie.

## Pose du plain carré et ouvrages

### Plain carré

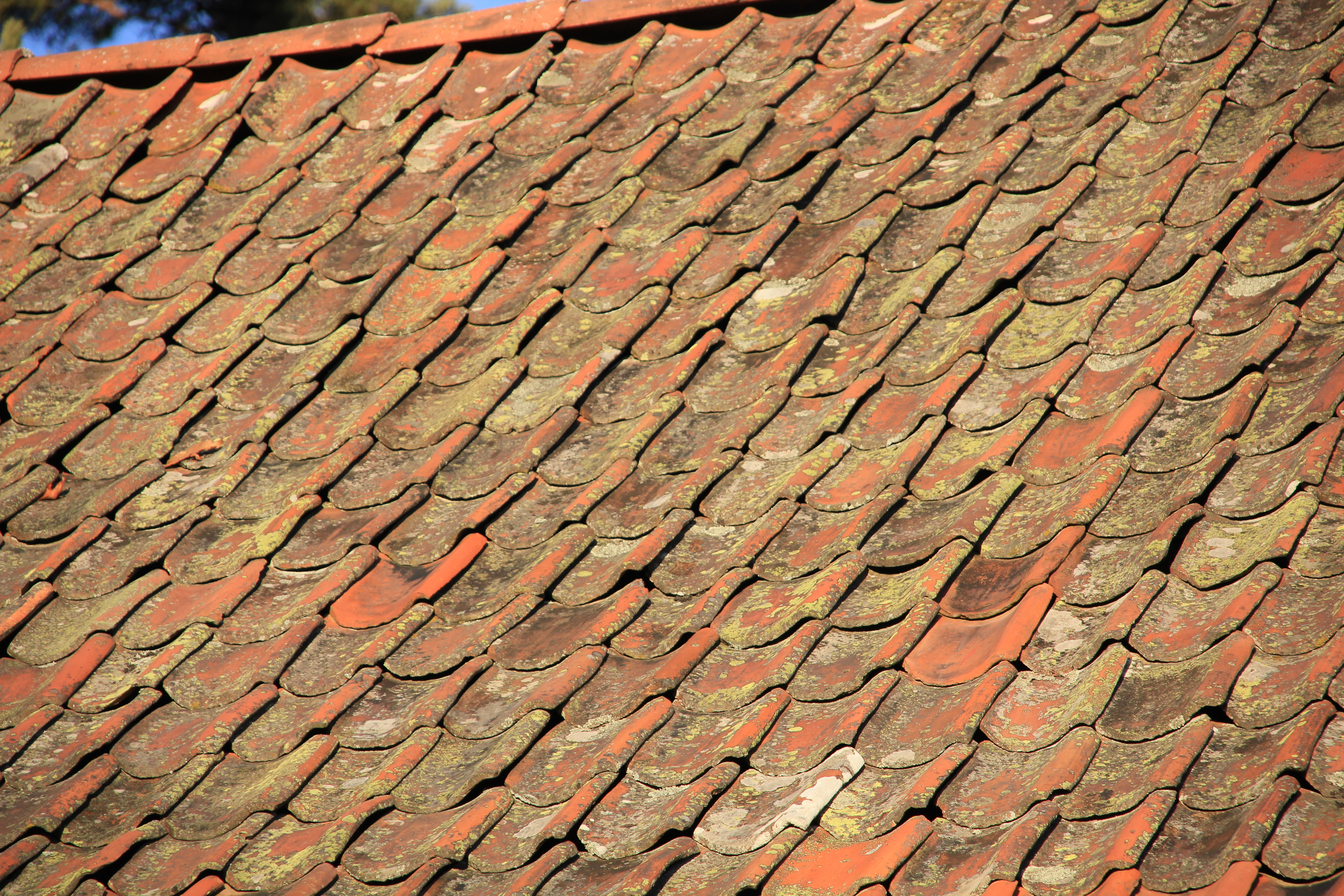
Plain carré de pannes flamandes

En plain carré, les pannes sont posées sur un lattis réglé. Le tenon est accroché à des lattes, à des liteaux ou à des demi-voliges dont les rives de tête sont à distance de pureau. Elles sont alignées dans la pente, à joints consécutifs. Lesquels joints peuvent être garnis de mortier de chaux sous le bourrelet pour améliorer l'étanchéité et la stabilité au vent. Certains modèles sont cloués sur de fortes pentes, en particulier sur les brisis de comble à la Mansart et sur les jouées de lucarnes.
Les modèles à emboitement sont posés selon les usages normalisés applicables à toutes les tuiles à emboitement.

### Ouvrages traditionnels

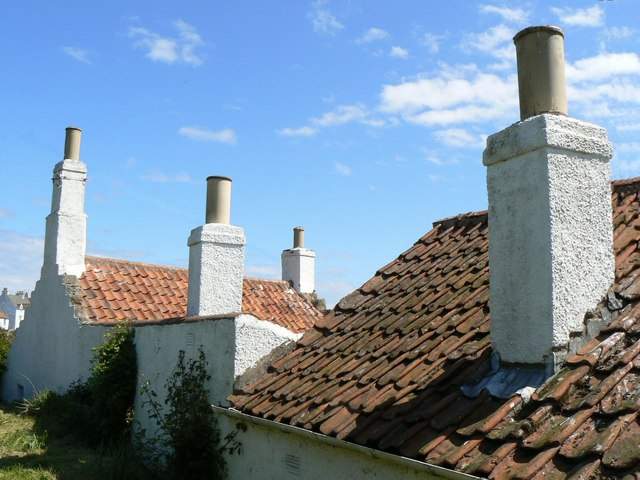
En premier plan : abergement de souche en cours de rampant, traité en filet de plomb engravé dans la maçonnerie, à Crail dans le Fife (Écosse).

En milieu urbain, le rang d'égout est scellé à l'entablement et les rives latérales rencontrent en dévirure le pignon découvert. En milieu rural, l'égout sur coyaux peut avoir une faible saillie voligée sur laquelle le premier rang est scellé à un rang de tuileaux de bascule ; les rives latérales sur pignon couvert, rarement saillantes, sont parfois renforcées par une embarrure, cordon de mortier disposé en tête de rang et sur lequel s'assoit la base du rang supérieur. Les faîtages céramiques sont scellés. Les plus anciens sont faits de faîtières cornières crêtées à coup de pouce, souvent vernissées noir violacé ou bleuâtre. Les autres sont demi-rond et quelquefois lestés par place de montages de briques maçonnées à claire-voie.
Les bâtiments anciens sont le plus souvent en simple bâtière, quelquefois flanqués de dépendances en appentis ; les intersections de pans, arêtiers et noues, y sont rares. Les seuls accidents sont généralement des abergements de souche adossés au pignon ou à un mur de refend au faîtage et traités en solin ou en filet de plomb engravé dans les joints de la maçonnerie.

### Ouvrages modernes

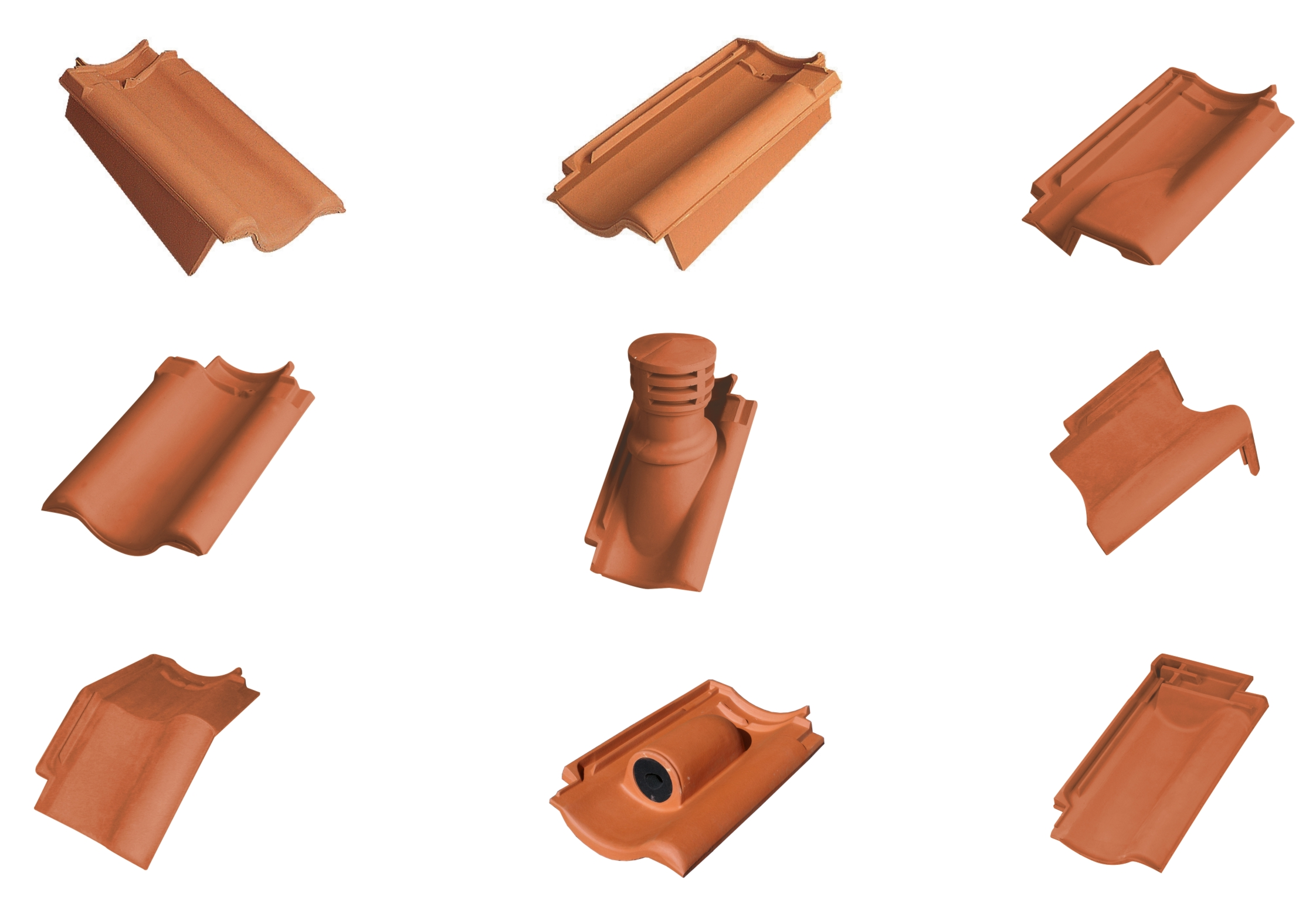
Accessoires de pannes à emboitement : tuiles de rive à rabat à gauche et à droite, chatière, tuile de rive à double bourrelet, tuile à douille, tuile à sheed, tuile de brisis, passe-corde et tuile courante.

Les fabricants des modèles à emboitement produisent des gammes importantes d'accessoires céramiques : rabats, doublis, pannes de faitage, pannes à douille, chatières, arêtières, abouts, qui permettent, conjointement avec la zinguerie, de traiter les ouvrages à la façon des autres tuiles à emboitement selon les usages normalisés (en France par les DTU 40-21, concernant les couvertures en tuiles de terre cuite à emboîtement ou à glissement à relief, et 40-24 à propos des couverture en tuiles en béton à glissement et à emboîtement longitudinal) et les prescriptions des fabricants.